# Фридерика Шлезвиг-Гольштейн-Зондербург-Глюксбургская
Фридерика Шлезвиг-Гольштейн-Зондербург-Глюксбургская (нем. Friederike von Schleswig-Holstein-Sonderburg-Glücksburg; 9 ноября 1811, Готторп — 10 июля 1902, Алексисбад) — немецкая принцесса из династии Глюксбургов, в замужестве герцогиня Ангальт-Бернбургская. Сестра короля Дании Кристиана IX.

## Биография
Фридерика — дочь Фридриха Вильгельма Шлезвиг-Гольштейн-Зондербург-Глюксбургского и Луизы Каролины Гессен-Кассельской, дочери Карла Гессен-Кассельского.
Она вышла замуж за герцога Ангальт-Бернбурга Александра Карла. Александр Карл страдал шизофренией, и до его смерти в 1863 году была соправительницей в герцогстве. После смерти Александра Карла Ангальт-Бернбург объединился с герцогством Ангальт-Дессау. Герцогиня Фридерика до своей смерти проживала в Балленштедтском дворце. Фридерика занималась социальной работой и способствовала развитию горного дела в герцогстве.